# Bayonetta 3
Bayonetta 3 (яп. ベヨネッタ3 Бэёнэтта сури) — компьютерная игра в жанре hack and slash, разработанная студией Platinum Games и изданная Nintendo 28 октября 2022 года эксклюзивно для Nintendo Switch. Является третьей частью серии Bayonetta, а также продолжением игр Bayonetta и Bayonetta 2. Руководителями разработки игры выступили Юсуке Мията и Хидэки Камия, при этом Камия дополнительно курировал сюжет игры. Игра была анонсирована совместно Nintendo и PlatinumGames в декабре 2017 года. Как и в Bayonetta 2, главная героиня имеет уникальный дизайн и причёску, а также имеет доступ к различным новым способностям.

## Геймплей
Как и предыдущие части серии, Bayonetta 3 представляет собой игру в жанре hack and slash. Игрок управляет одноимённой протагонисткой Байонеттой и сражается с различными врагами, используя комбинацию рукопашных атак и стрельбы. При уклонении от вражеских атак в последнюю секунду вызывается состояние «Witch time», в течение которого время замедляется, что позволяет Байонетте беспрерывно атаковать врагов, или добираться до труднодоступных мест игрового мира. Уникальными для этой игры являются механики «Demon Slave» и «Demon Masquerade». «Demon Slave» позволяет игрокам напрямую управлять одним из адских демонов Байонетты, что открывает доступ к специальным атакам и способностям. «Demon Masquerade» позволяет Байонетте сливаться с вызванным адским демоном, что даёт ей доступ к магическим способностям.
В дополнение к стандартному режиму, появился режим игры с цензурой, названный «Режим наивного ангела». В этом режиме убраны сцены наготы — в частности, различные танцы Байонетты, в которых она использует свою одежду для призыва Злых плетений, — а также изменён дизайн некоторых врагов и демонов.

## Сюжет
Байонетта из альтернативной вселенной сражается с Сингулярностью, но погибает, из-за чего она передаёт своей напарнице Виоле последние остатки её силы, а сама Виола получает приказ от своего командира Сигурда использовать мировой мост, чтобы сбежать в другую вселенную и попросить помощи в борьбе с Сингулярностью. Виола использует мост и сбегает, когда Сигурда убивают, и попадает в основную вселенную в тот момент, когда Байонетта и её подруга Жанна отбивают нападение гомункулов на Нью-Йорк. Укрывшись вместе с Энцо в баре Родина, Виола объясняет, что гомункулы и Сингулярность уже уничтожили бесчисленное множество альтернативных вселенных. Родин подтверждает, что если все вселенные разрушатся, то Сингулярность получит абсолютную власть над Троицей реальностей. Чтобы остановить Сингулярность, Байонетта и Виола должны отправиться на остров Туле, который служит воротами между вселенными, и собрать Шестерёнки Хаоса, которые приведут их в Альфавселенную, где обитает Сингулярность. Жанне поручено проникнуть в исследовательский центр, чтобы найти версию Сигурда, обладающего знаниями о мультивселенной.
Байонетта и Виола прибывают на остров и путешествуют по нескольким альтернативным измерениям. Во время своих путешествий Байонетта встречает свои альтернативные воплощения, защищающие свои миры, и сражается бок о бок с ними за Шестерёнки Хаоса. В конечном итоге каждая из них погибает и поглощается Сингулярностью с помощью существа по имени Архи-Ева. Виола в итоге преследует Луку, который следовал за ними по всей мультивселенной. Виола обнаруживает, что смерть его двойников по всей мультивселенной заставила Луку превратиться в волкоподобного зверя, известного как Страйдер, под влиянием своего альтернативного воплощения Тёмного Адама. В какой-то момент Виола раскрывает, что она — дочь Байонетты и Луки из её вселенной, и встречает альтернативную версию Луки по имени Лукаон — короля фей, обладающего знаниями мультивселенной. Жанне удаётся найти Сигурда, и она воссоединяется с Байонеттой и Виолой на Туле. Используя Механизмы Хаоса, Сигурд открывает портал в Альфавселенную, позволяя Байонетте и Виоле получить к нему доступ. По прибытии они обнаруживают, что Сингулярность — это на самом деле Сигурд из Альфавселенной: искусственно созданный человек, стремящийся к абсолютной власти над мультивселенной.
Сингулярность, выдававшая себя за Сигурда, убивает Жанну и запирает Байонетту и Виолу в Альфавселенной. Лука в образе Тёмного Адама тоже достигает Альфавселенной, где Байонетта побеждает его, а Лукаон восстанавливает разум Луки и позволяет ему стать Архи-Адамом, проводником к Архи-Еве. Байонетта, которую Сингулярность идентифицирует как «происхождение Архи-Евы», начинает сражение с Сингулярностью, освобождая души Жанны и других Байонетт, которые ненадолго помогают ей, прежде чем исчезнуть. Затем ей помогают её воплощения из первых двух частей серии, и, наконец, она убивает Сингулярность с помощью Виолы, Луки и последнего призыва демона Гоморры, после чего мультивселенная восстанавливается. Тяжелораненая Байонетта теряет контроль над Гоморрой, и её душа выбивается из тела. Лука останавливает демона и в последний раз обнимает Байонетту, восстанавливая её тело, после чего их затягивает в Ад. В сценах после титров показано, как Виола побеждает Тёмную Еву (остаток воплощения Байонетты из Альфавселенной) и получает от право на ношение титула «Байонетта». Спустя какое-то время она отправляется учиться в Нью-Йорк, иногда выполняя поручения Родина по уничтожению демонов.

## Разработка
В июле 2013 года продюсер и создатель серии Хидэки Камия ответил на вопрос фанатов в «Твиттере» о вероятности появления третьей игры серии в случае успеха предстоящей на тот момент Bayonetta 2, заявив: «надеюсь на это». Позже руководитель Bayonetta 2 Юсукэ Хасимото дал интервью журналу GamesMaster, в ходе которого его спросили, над какими продолжениями игр он хотел бы поработать, на что он ответил, что у него есть «всевозможные идеи» для Bayonetta 3, в дополнение к потенциальному спин-оффу. В июне 2015 года, после выхода Bayonetta 2, Камия ответил на вопрос фанатов о том, какие ещё причёски могли бы подойти персонажу Жанне: «Ответ будет в Bayo 3».
Игра была официально анонсирована Nintendo в декабре 2017 года на церемонии The Game Awards, вместе с версиями игр Bayonetta и Bayonetta 2 для Nintendo Switch. Nintendo при этом подтвердила, что игра разрабатывается эксклюзивно для Nintendo Switch, а сама Nintendo выступает в качестве издателя. Тогдашний президент и главный операционный директор Nintendo of America Реджи Филс-Эме отметил, что анонс стал «праздником для фанатов, которым нравится то, что делает PlatinumGames, и которые рады возвращению PlatinumGames на консоли Nintendo».
В апреле 2018 года глава студии Ацуси Инаба заявил в интервью Eurogamer на конференции Reboot Develop 2018, что Bayonetta 3 станет «поворотным моментом» для разработчиков, упомянув, что это будет «экшн-игра с линейным прогрессом», похожая на прошлые игры серии.
В мае 2019 года Инаба дал интервью изданию Video Games Chronicle и охарактеризовал разработку игры как «ортодаксальный процесс», дополнительно отметив, что игроки смогут легко наблюдать изменения в производственном менталитете студии во время игры, но отказавшись от дальнейших подробностей. Он снова дал интервью изданию во время E3 2019, уточнив, что дела с игрой идут «вполне хорошо».
Во время презентации Nintendo Direct в сентябре 2021 года был впервые представлен геймплей игры, а также была заявлено время выхода игры — 2022 год. Трейлер дополнительно подтвердил, что Юсуке Мията является соруководителем разработки наряду с Хидэки Камией. Камия руководил разработкой предыдущих игр серии, а Мията ранее был ведущим дизайнером отменённого проекта PlatinumGames Scalebound, что вызвало предположения, что механика индивидуального управления адскими демонами была заимствована из этой игры. Фанаты также заметили сходство между новым персонажем, скрытым тенью в конце трейлера, и предполагаемым главным героем Scalebound Дрю. Сообщение в блоге на сайте PlatinumGames подтвердило участие в игре дополнительных сотрудников, включая супервайзеров Юдзи Симомуру и Масаки Судзумуру, а также художника Мари Симадзаки, которые повторили свои роли со времён предыдущих двух игр.
Незадолго до анонса игры актриса озвучивания Хеллена Тейлор выразила сомнения в том, что она вновь исполнит свою роль Байонетты в игре, сетуя на то, что фанатам, возможно, придётся представлять персонажа с новым голосовым сопровождением, но не смогла окончательно подтвердить, была ли ей подобрана замена. В июне 2022 года Хидэки Камия повторил свою рекомендацию новичкам сыграть в две предыдущие игры для подготовки к Bayonetta 3, отметив, что хотя начавшие знакомство с серией с третьей части тоже смогут насладиться сюжетом, предварительное знакомство с первыми двумя играми сделает третью «куда более интересной».
Второй трейлер игры, выпущенный 13 июля 2022 года, подтвердил дату выпуска игры — 28 октября того же года, а также ключевые детали сюжета и персонажей. В нём, в частности, был представлен новый персонаж Виола, подтверждено присутствие альтернативных версий самой Байонетты, а также появление вспомогательных персонажей Луки и Родана из первых двух частей.

## Отзывы прессы
| Сводный рейтинг       | Сводный рейтинг |
| Агрегатор             | Оценка          |
| --------------------- | --------------- |
| Metacritic            | 89/100          |
| Иноязычные издания    |                 |
| Издание               | Оценка          |
| Destructoid           | 10/10           |
| Edge                  | 9/10            |
| Eurogamer             | рекомендовано   |
| Game Informer         | 8,25/10         |
| GameSpot              | 9/10            |
| GamesRadar+           | [ 31 ]          |
| IGN                   | 9/10            |
| Nintendo Life         | [ 33 ]          |
| The Guardian          | [ 34 ]          |
| VG247                 | [ 35 ]          |
| Русскоязычные издания |                 |
| Издание               | Оценка          |
| Riot Pixels           | 92 %            |

На агрегаторе рецензий Metacritic Bayonetta 3 получила средневзвешенную оценку в 89 баллов из 100, что, согласно классификации сайта, означает «преимущественно положительные отзывы».